# ويلي بيب
ويلي بيب (بالإنجليزية: Willie Pep)‏ مواليد 19 سبتمبر 1922 في كونيتيكت، الولايات المتحدة - الوفاة 23 نوفمبر 2006، كان ملاكم أمريكي سابق صنّف ضمن فئة وزن الريشة.

## إحصائيات
خاض خلال مسيرته 241 نزالا، فاز في 229 وتعادل في 1 وخسر في 11. فاز بالضربة القاضية في 65 نزالا.

## روابط خارجية
- ويلي بيب على موقع بوكس ريك (الإنجليزية) (registration required)